# José Aristeu Vieira
Dom José Aristeu Vieira (Rio Vermelho, 14 de julho de 1952) é um bispo católico brasileiro. É o bispo diocesano de Luz e atualmente integra o Conselho Fiscal do Regional Leste 2 da CNBB até 2027.

## Formação
Fez o curso de filosofia no Seminário Arquidiocesano, em Diamantina, e graduou-se em teologia no Seminário Arquidiocesano, em Diamantina. Posteriormente, graduou-se em Psicopedagogia pela Faculdade Nossa Senhora Imaculada Conceição, até então mantida pela PUCRS, e por fim cursou Pastoral Bíblica na Colômbia. Foi ordenado sacerdote no dia 13 de outubro de 1979. Incardinando-se ao clero da Arquidiocese de Diamantina, onde exerceu seu ministério em diversas funções, dentre elas foi Pároco na Paróquia Nossa Senhora da Conceição, em Monjolos, Serro, e Couto Magalhães; Pároco em Senhor Bom Jesus, em Diamantina; Vigário Paroquial, e Pároco na Paróquia Santo Antônio em São João da Chapada; Pároco na Paróquia Imaculada Conceição em Corinto; Administrador Paroquial da Paróquia Santo Antônio em Alvorada de Minas; Diretor Espiritual e Professor do Seminário Provincial Sagrado Coração de Jesus em Diamantina, e Coordenador da Obra das Vocações Sacerdotais (OVS) na Arquidiocese de Diamantina. No Regional Leste II, foi coordenador regional da Pastoral Vocacional e Membro do Grupo de Animação e Reflexão Vocacional (GAV) da CNBB. No período de 2003  a 2006, esteve como Presidente da Comissão de Presbíteros no referido regional. Em 2007, foi eleito Segundo Conselheiro e Membro Permanente do Conselho Geral do Prado, residindo em Lyon, na França até 2013. Retornando a Arquidiocese exerceu a Presidência da Associação dos Presbíteros da Arquidiocese de Diamantina - APAD e Pároco da Paróquia Imaculada Conceição de Buritizeiro.

## Episcopado
Foi nomeado bispo no dia 25 de fevereiro de 2015, pelo Papa Francisco, como quinto Bispo Diocesano da Diocese de Luz, e foi sagrado bispo em 2 de maio de 2015 na Basílica São Geraldo em Curvelo/MG. Foi seu sagrante principal Dom João Bosco Oliver de Faria, arcebispo de Diamantina, tendo como co-sagrantes Dom Esmeraldo Barreto de Farias, Dom Geraldo Vieira Gusmão e Dom Marcello Romano na Basílica São Geraldo em Curvelo-MG. 
Em 14 de junho de 2015, na cidade de Luz, sede da Diocese de Luz, Dom José Aristeu Vieira foi empossado canonicamente, diante de mais de 6.000 fieis e autoridades católicas, sendo empossado pelo Metropolita Dom Walmor Oliveira de Azevedo, Arcebispo de Belo Horizonte, e começando assim seu pastoreio na referida diocese. 
No Regional Leste II da CNBB, foi eleito por dois mandados consecutivos para a Comissão para os Ministérios Ordenados e Vida Consagrada (2017-2023). Em Assembleia Regional, os Bispos do Leste II o elegeram para o Conselho Fiscal no Regional para o quadriênio 2023-2027. 